# 氯酸铊
氯酸铊是一种无机化合物，化学式Tl(ClO3)3。

## 制备及性质
四水合氯酸铊可由氯酸和三氧化二铊反应得到。
其四水合物为无色、极易潮解的晶体，潮解过程中不发生分解。